# ATP de Auckland
O ATP de Auckland – ou ASB Classic, atualmente – é um torneio de tênis profissional masculino, de nível ATP 250.
Realizado em Auckland, no norte da Nova Zelândia, estreou em 1956. Os jogos são disputados em quadras duras durante o mês de janeiro.

## Finais

### Simples
| Ano                                                                | Campeão               | Vice-campeão           | Resultado               |
| ------------------------------------------------------------------ | --------------------- | ---------------------- | ----------------------- |
| 2025                                                               | Gaël Monfils          | Zizou Bergs            | 6–3, 6–4                |
| 2024                                                               | Alejandro Tabilo      | Taro Daniel            | 6–2, 7–5                |
| 2023                                                               | Richard Gasquet       | Cameron Norrie         | 4–6, 6–4, 6–4           |
| Torneio não realizado em 2022 e 2021 devido à pandemia de COVID-19 |                       |                        |                         |
| 2020                                                               | Ugo Humbert           | Benoît Paire           | 7–62, 3–6, 7–65         |
| 2019                                                               | Tennys Sandgren       | Cameron Norrie         | 6–4, 6–2                |
| 2018                                                               | Roberto Bautista Agut | Juan Martín del Potro  | 6–1, 4–6, 7–5           |
| 2017                                                               | Jack Sock             | João Sousa             | 6–3, 5–7, 6–3           |
| 2016                                                               | Roberto Bautista Agut | Jack Sock              | 6–1, 1–0, ab.           |
| 2015                                                               | Jiří Veselý           | Adrian Mannarino       | 6–3, 6–2                |
| 2014                                                               | John Isner            | Lu Yen-hsun            | 7–64,7–67               |
| 2013                                                               | David Ferrer          | Philipp Kohlschreiber  | 7–65, 6–1               |
| 2012                                                               | David Ferrer          | Olivier Rochus         | 6–3, 6–4                |
| 2011                                                               | David Ferrer          | David Nalbandian       | 6–3, 6–2                |
| 2010                                                               | John Isner            | Arnaud Clément         | 6–3, 5–7, 7–62          |
| 2009                                                               | Juan Martin Del Potro | Sam Querrey            | 6–4, 6–4                |
| 2008                                                               | Philipp Kohlschreiber | Juan Carlos Ferrero    | 7–64, 7–5               |
| 2007                                                               | David Ferrer          | Tommy Robredo          | 6–4, 6–2                |
| 2006                                                               | Jarkko Nieminen       | Mario Ančić            | 6–2, 6–2                |
| 2005                                                               | Fernando González     | Olivier Rochus         | 6–4, 6–2                |
| 2004                                                               | Dominik Hrbatý        | Rafael Nadal           | 4–6, 6–2, 7–5           |
| 2003                                                               | Gustavo Kuerten       | Dominik Hrbatý         | 6–3, 7–5                |
| 2002                                                               | Greg Rusedski         | Jérôme Golmard         | 6–7, 6–4, 7–5           |
| 2001                                                               | Dominik Hrbatý        | Francisco Clavet       | 6–4, 2–6, 6–3           |
| 2000                                                               | Magnus Norman         | Michael Chang          | 3–6, 6–3, 7–5           |
| 1999                                                               | Sjeng Schalken        | Tommy Haas             | 6–4, 6–4                |
| 1998                                                               | Marcelo Ríos          | Richard Fromberg       | 4–6, 6–4, 7–63          |
| 1997                                                               | Jonas Björkman        | Kenneth Carlsen        | 7–6, 6–0                |
| 1996                                                               | Jiří Novák            | Brett Steven           | 6–4, 6–4                |
| 1995                                                               | Thomas Enqvist        | Chuck Adams            | 6–2, 6–1                |
| 1994                                                               | Magnus Gustafsson     | Patrick McEnroe        | 6–4, 6–0                |
| 1993                                                               | Alexander Volkov      | MaliVai Washington     | 7–62, 6–4               |
| 1992                                                               | Jaime Yzaga           | MaliVai Washington     | 7–66, 6–4               |
| 1991                                                               | Karel Nováček         | Jean-Philippe Fleurian | 7–65, 7–64              |
| 1990                                                               | Scott Davis           | Andrei Chesnokov       | 4–6, 6–3, 6–3           |
| 1989                                                               | Ramesh Krishnan       | Amos Mansdorf          | 6–4, 6–0                |
| 1988                                                               | Amos Mansdorf         | Ramesh Krishnan        | 6–3, 6–4                |
| 1987                                                               | Miloslav Mečíř        | Michiel Schapers       | 6–2, 6–3, 6–4           |
| 1986                                                               | Mark Woodforde        | Bud Schultz            | 6–4, 6–3, 3–6, 6–4      |
| 1985                                                               | Chris Lewis           | Wally Masur            | 7–5, 6–0, 2–6, 6–4      |
| 1984                                                               | Danny Saltz           | Chip Hooper            | 4–6, 6–3, 6–4, 6–4      |
| 1983                                                               | John Alexander        | Russell Simpson        | 6–4, 6–3, 6–3           |
| 1982                                                               | Tim Wilkison          | Russell Simpson        | 6–4, 6–4, 6–4           |
| 1981                                                               | Bill Scanlon          | Tim Wilkison           | 6–7, 6–3, 3–6, 7–6, 6–0 |
| 1980                                                               | John Sadri            | Tim Wilkison           | 6–4, 3–6, 6–3, 6–4      |
| 1979                                                               | Tim Wilkison          | Peter Feigl            | 6–3, 4–6, 6–4, 2–6, 6–2 |
| 1978                                                               | Eliot Teltscher       | Onny Parun             | 6–3, 7–5, 6–1           |
| 1977                                                               | Vijay Amritraj        | Tim Wilkison           | 7–6, 5–7, 6–1, 6–2      |
| 1976                                                               | Onny Parun            | Brian Fairlie          | 6–2, 6–3, 4–6, 6–3      |
| 1975                                                               | Onny Parun            | Brian Fairlie          | 4–6, 6–4, 6–4, 6–7, 6–4 |
| 1974                                                               | Björn Borg            | Onny Parun             | 6–4, 6–4, 3–6, 6–2      |
| 1973                                                               | Onny Parun            | Patrick Proisy         | 4–6, 6–7, 6–2, 6–0, 7–6 |
| 1972                                                               | Ray Ruffels           | John Alexander         | 6–4, 6–4, 7–6           |
| 1971                                                               | Bob Carmichael        | Allan Stone            | 7–6, 7–6, 6–3           |
| 1970                                                               | Roger Taylor          | Tom Okker              | 6–4, 6–4, 6–1           |
| 1969                                                               | Tony Roche            | Rod Laver              | 6–1, 6–4, 4–6, 6–3      |
| 1968                                                               | Barry Phillips-Moore  | Onny Parun             | 6–3, 6–8, 1–6, 6–3, 6–2 |
| 1967                                                               | Roy Emerson           | Owen Davidson          | 6–4, 6–2, 7–5           |
| 1966                                                               | Roy Emerson           | Roger Taylor           | 6–4, 6–3, 6–1           |
| 1965                                                               | Roy Emerson           | Pierre Barthes         | 3–6, 8–6, 7–5, 6–3      |
| 1964                                                               | Fred Stolle           | Lew Gerrard            | 6–3, 6–1, 6–1           |
| 1963                                                               | Fred Stolle           | Bob Hewitt             | 2–6, 6–3, 6–1, 6–2      |
| 1962                                                               | Ken Fletcher          | Lew Gerrard            | 6–3, 8–10, 7–5, 6–2     |
| 1961                                                               | Rod Laver             | Roy Emerson            | 4–6, 6–3, 6–2, 3–6, 7–5 |
| 1960                                                               | Roy Emerson           | Ronald McKenzie        | 6–3, 6–1, 6–1           |
| 1959                                                               | Jeff Robson           | Roy Emerson            | 6–2, 6–4, 8–6           |
| 1958                                                               | Trevor Fancutt        | Robert Mark            | 2–6, 6–4, 6–2, 4–6, 6–3 |
| Torneio não realizado em 1957                                      |                       |                        |                         |
| 1956                                                               | Robert Perry          | Allan Burns            | 6–4, 6–3, 6–3           |

### Duplas
| Ano                                                                | Campeões                              | Vice-campeões                      | Resultado                   |
| ------------------------------------------------------------------ | ------------------------------------- | ---------------------------------- | --------------------------- |
| 2025                                                               | Nikola Mektić Michael Venus           | Christian Harrison Rajeev Ram      | w.o.                        |
| 2024                                                               | Wesley Koolhof Nikola Mektić          | Marcel Granollers Horacio Zeballos | 6–3, 66–7, [10–7]           |
| 2023                                                               | Nikola Mektić Mate Pavić              | Nathaniel Lammons Jackson Withrow  | 6–4, 56–7, [10–6]           |
| Torneio não realizado em 2022 e 2021 devido à pandemia de COVID-19 |                                       |                                    |                             |
| 2020                                                               | Luke Bambridge Ben McLachlan          | Marcus Daniell Philipp Oswald      | 7–63, 6–3                   |
| 2019                                                               | Ben McLachlan Jan-Lennard Struff      | Raven Klaasen Michael Venus        | 6–3, 6–4                    |
| 2018                                                               | Oliver Marach Mate Pavić              | Max Mirnyi Philipp Oswald          | 6–4, 5–7, [10–7]            |
| 2017                                                               | Marcin Matkowski Aisam-ul-Haq Qureshi | Jonathan Erlich Scott Lipsky       | 1–6, 6–2, [10–3]            |
| 2016                                                               | Mate Pavić Michael Venus              | Eric Butorac Scott Lipsky          | 7–5, 6–4                    |
| 2015                                                               | Raven Klaasen Leander Paes            | Dominic Inglot Florin Mergea       | 7–61, 6–4                   |
| 2014                                                               | Julian Knowle Marcelo Melo            | Alexander Peya Bruno Soares        | 4–6, 6–3, [10–5]            |
| 2013                                                               | Bruno Soares Colin Fleming            | Johan Brunström Frederik Nielsen   | 7–61, 7–62                  |
| 2012                                                               | Oliver Marach Alexander Peya          | František Čermák Filip Polášek     | 6–3, 6–2                    |
| 2011                                                               | Marcel Granollers Tommy Robredo       | Johan Brunström Stephen Huss       | 6–4, 7–66                   |
| 2010                                                               | Marcus Daniell Horia Tecău            | Marcelo Melo Bruno Soares          | 7–5, 6–4                    |
| 2009                                                               | Martin Damm Robert Lindstedt          | Scott Lipsky Leander Paes          | 7–5, 6–4                    |
| 2008                                                               | Luis Horna Juan Mónaco                | Xavier Malisse Jürgen Melzer       | 6–4, 3–6, [10–7]            |
| 2007                                                               | Jeff Coetzee Rogier Wassen            | Simon Aspelin Chris Haggard        | 6–7, 6–3, [10–2]            |
| 2006                                                               | Andrei Pavel Rogier Wassen            | Simon Aspelin Todd Perry           | 6–3, 5–7, [10–4]            |
| 2005                                                               | Yves Allegro Michael Kohlmann         | Simon Aspelin Todd Perry           | 6–4, 7–6                    |
| 2004                                                               | Mahesh Bhupathi Fabrice Santoro       | Jiří Novák Radek Štěpánek          | 4–6, 7–5, 6–3               |
| 2003                                                               | David Adams Robbie Koenig             | Tomáš Cibulec Leoš Friedl          | 7–6, 4–6, 6–3               |
| 2002                                                               | Jonas Björkman Todd Woodbridge        | Martín García Cyril Suk            | 7–6, 7–6                    |
| 2001                                                               | Marius Barnard Jim Thomas             | David Adams Martín García          | 7–6, 6–4                    |
| 2000                                                               | Ellis Ferreira Rick Leach             | Olivier Delaître Jeff Tarango      | 7–5, 6–4                    |
| 1999                                                               | Jeff Tarango Daniel Vacek             | Jiří Novák David Rikl              | 7–5, 7–5                    |
| 1998                                                               | Patrick Galbraith Brett Steven        | Tom Nijssen Jeff Tarango           | 6–4, 6–2                    |
| 1997                                                               | Ellis Ferreira Patrick Galbraith      | Rick Leach Jonathan Stark          | 6–4, 4–6, 7–6               |
| 1996                                                               | Marcos Ondruska Jack Waite            | Jonas Björkman Brett Steven        | w.o.                        |
| 1995                                                               | Grant Connell Patrick Galbraith       | Luis Lobo Javier Sánchez           | 6–4, 6–3                    |
| 1994                                                               | Patrick McEnroe Jared Palmer          | Grant Connell Patrick Galbraith    | 6–2, 4–6, 6–4               |
| 1993                                                               | Grant Connell Patrick Galbraith       | Alex Antonitsch Alexander Volkov   | 6–3, 7–6                    |
| 1992                                                               | Wayne Ferreira Jim Grabb              | Grant Connell Glenn Michibata      | 6–4, 6–3                    |
| 1991                                                               | Sergio Casal Emilio Sánchez           | Grant Connell Glenn Michibata      | 4–6, 6–3, 6–4               |
| 1990                                                               | Kelly Jones Robert Van't Hof          | Gilad Bloom Paul Haarhuis          | 7–6, 6–0                    |
| 1989                                                               | Steve Guy Shuzo Matsuoka              | John Letts Bruce Man Hon Sing      | 7–6, 7–6                    |
| 1988                                                               | Marty Davis Tim Pawsat                | Sammy Giammalva Jim Grabb          | 6–3, 3–6, 6–4               |
| 1987                                                               | Kelly Jones Brad Pearce               | Carl Limberger Mark Woodforde      | 7–6, 7–6                    |
| 1986                                                               | Broderick Dyke Wally Masur            | Karl Richter Rick Rudeen           | 6–3, 6–4                    |
| 1985                                                               | John Fitzgerald Chris Lewis           | Broderick Dyke Wally Masur         | 7–6, 6–2                    |
| 1984                                                               | Brian Levine John Van Nostrand        | Brad Drewett Chip Hooper           | 7–5, 6–2                    |
| 1983                                                               | Chris Lewis Russell Simpson           | David Graham Laurie Warder         | 7–6, 6–3                    |
| 1982                                                               | Andrew Jarrett Jonathan Smith         | Larry Stefanki Robert Van't Hof    | 7–5, 7–6                    |
| 1981                                                               | Ferdi Taygan Tim Wilkison             | Tony Graham Bill Scanlon           | 7–5, 6–1                    |
| 1980                                                               | Peter Feigl Rod Frawley               | John Sadri Tim Wilkison            | 6–2, 7–5                    |
| 1979                                                               | Bernard Mitton Kim Warwick            | Andrew Jarrett Jonathan Smith      | 6–3, 2–6, 6–3               |
| 1978                                                               | Final não realizada em 1978           | Final não realizada em 1978        | Final não realizada em 1978 |
| 1977                                                               | Chris Lewis Russell Simpson           | Peter Langsford Jonathan Smith     | 7–6, 6–4                    |
| 1976                                                               | Final não realizada em 1976           | Final não realizada em 1976        | Final não realizada em 1976 |
| 1975                                                               | Bob Carmichael Ray Ruffels            | Brian Fairlie Onny Parun           | 7–6, ab.                    |
| 1974                                                               | Syd Ball Bob Giltinan                 | Ray Ruffels Allan Stone            | 6–1, 6–4                    |
| 1973                                                               | Brian Fairlie Allan Stone             |                                    |                             |
| 1972                                                               | Bob Carmichael Ray Ruffels            |                                    |                             |
| 1971                                                               | Bob Carmichael Ray Ruffels            | Brian Fairlie Raymond Moore        | 6–3, 6–7, 6–4, 4–6, 6–3     |
| 1970                                                               | Dick Crealy Ray Ruffels               |                                    |                             |
| 1969                                                               | Raymond Moore Roger Taylor            | Mal Anderson Tomas Lejus           | 13–15, 6–3, 8–6, 8–6        |
| 1968                                                               | Dick Crealy Barry Phillips-Moore      |                                    |                             |
| 1967                                                               | Roy Emerson Owen Davidson             |                                    |                             |
| 1966                                                               | Roy Emerson Fred Stolle               |                                    |                             |
| 1965                                                               | Roy Emerson Fred Stolle               |                                    |                             |
| 1964                                                               | John Newcombe Fred Stolle             |                                    |                             |
| 1963                                                               | Robert Hewitt Fred Stolle             |                                    |                             |
| 1962                                                               | Ken Fletcher John Newcombe            |                                    |                             |
| 1961                                                               | Robert Hewitt Rod Laver               |                                    |                             |
| 1960                                                               | Roy Emerson Neale Fraser              |                                    |                             |
| 1959                                                               | Roy Emerson Robert Mark               |                                    |                             |
| 1958                                                               | Robert Howe Robert Mark               |                                    |                             |
| 1957                                                               | Ashley Cooper Neale Fraser            |                                    |                             |
| 1956                                                               | Ron McKenzie Jeff Robson              |                                    |                             |

## Ligações Externas
- Página oficial